# Mohammad Ali Amir-Moezzi
Mohammad Ali Amir-Moezzi (persisch محمدعلی امیرمعزی geb. 26. Januar 1956 in Teheran) ist ein in Frankreich lebender iranischer, auf die schiitische Theologie spezialisierter Islamwissenschaftler und Religionswissenschaftler.

## Leben
In Paris machte er sein Diplom am Institut national des langues et civilisations orientales und promovierte in Islamwissenschaft an der École pratique des hautes études und der Universität Paris III. Er ist directeur d’études an der École pratique des hautes études (EPHE; Section des sciences religieuses, Sorbonne), wo er Inhaber des Lehrstuhls für Exegese und Theologie des schiitischen Islams (Exégèse et théologie de l’islam shi’ite) ist. Seine Studienabteilung ist die einzige, die in der westlichen akademischen Welt der Schia gewidmet ist.
Er ist Mitglied der Accademia Ambrosiana in Mailand, sowie Herausgeber und einer der Hauptautoren des Dictionnaire du Coran, das 2007 in Paris in den Éditions Robert Laffont veröffentlicht wurde. Er ist der Gründer der Unterreihe Histoire et prosopographie de la section des sciences religieuses der Reihe Bibliotheque de l'École des Hautes Etudes. Unter seinen Arbeiten befindet sich das Werk Le voyage initiatique en terre d’Islam. Ascensions célestes et itinéraires spirituels (1996).

## Publikationen (Auswahl)
- Réflexions sur quelques thèmes majeurs de la théosophie imâmite: l'„Imâm“ dans le shi'isme duodécimain originel. 1990
- Le Guide divin dans le shi’isme originel. Aux sources de l’ésotérisme en Islam, Paris, éd. Verdier, coll. «Islam Spirituel». 1992
- The Divine Guide in Early Shi’ism (New York, 1994) Digitalisat
- Le voyage initiatique en terre d’Islam. Ascensions célestes et itinéraires spirituels, Publications de l’École des Hautes Études, coll. «Sciences Religieuses», vol. 103, Louvain-Paris, éd. Peeters, 1996
- L’Orient dans l’histoire religieuse de l’Europe. L’invention des origines (avec John Scheid), Actes du colloque EPHE-Université Hébraïque de Jérusalem, 2-3 février 1999, «Bibliothèque de l’École des Hautes Études», vol.110, Turnhout, éd. Brepols, 2000
- Lieux d’islam. Cultes et cultures de l’Afrique à Java, Paris, éd. Autrement, coll. «Monde» n° 91, 1998 et 2005
- Autour du regard. Mélanges Daniel Gimaret (mit Denise Aigle, Éric Chaumont und Pierre Lory), Louvain-Paris, éd. Peeters, 2003
- Qu’est-ce que le shî’isme ? (mit Christian Jambet), Paris, éd. Fayard, coll. «Histoire de la pensée», Paris, 2004
- Henry Corbin: philosophies et sagesses des religions du Livre (mit Christian Jambet und Pierre Lory), «Bibliothèque de l’École des Hautes Études», vol. 126, Turnhout, éd. Brepols, 2005
- La religion discrète: croyances et pratiques spirituelles dans l’islam shi’ite (Paris, 2006)
- Dictionnaire du Coran, Paris, éd. Robert Laffont, coll. « Bouquins », 2007
- Petite histoire de l’islam, (mit Pierre Lory) Paris, éd. Flammarion, coll. «Librio», Paris, 2007
- Le Shi’isme imamite : 40 ans après. Hommage à Etan Kohlberg, (avec Meir Bar-Asher et Simon Hopkins), « Bibliothèque de l’École des Hautes Études », vol. 137, Turnhout, éd. Brepols, 2008 Digitalisat
- Pensée antique et sagesse d’Orient. Mélanges offerts à Michel Tardieu, (mit Jean-Daniel Dubois, Christelle Jullien et Florence Jullien), «Bibliothèque de l’École des Hautes Études», vol. 132, Turnhout, éd. Brepols, 2009
- Etan Kohlberg und Mohammed Ali Amir-Moezzi: Revelation and Falsification: the Kitâb al-Qirâ’ât of Ahmad b. Muhammad al-Sayyârî  (Texts and Studies on the Qur'an). Leiden 2009 (Online-Auszug)
- Le Coran silencieux et le Coran parlant : Sources scripturaires de l'islam entre histoire et ferveur. CNRS 2011
- The Spirituality of Shi'i Islam: Belief and Practices: Belief and Practice in Shi'ism (Ismaili Texts and Translations). 2011
- La philosophie ismaélienne : un ésotérisme chiite entre néoplatonisme et gnose. Daniel De Smet und Mohammad-Ali Amir-Moezzi. Cerf 2012
- Islam : identité et altérité ; hommage à Guy Monnot. – Turnhout : Brepols, c 2013
- Controverses sur les écritures canoniques de l'islam (mit Daniel De Smet), éditions du Cerf, 2014
- Beitrag in: Study of Shi'i Islam, The : History, Theology and Law. Farhad Daftary. - London : I.B.Tauris, 2014
- The silent Quran and the speaking Quran : scriptural sources of Islam between history and fervor. - New York, Columbia University Press, 2016